# Брати Коен
Джоел Давід Коен (англ. Joel David Coen, 29 листопада 1954, Міннеаполіс, Міннесота, США) та 
Ітан Джессі Коен (англ. Ethan Jesse Coen, 21 вересня 1957, Міннеаполіс, Міннесота, США), відомі під збірним ім'ям Брати Коен — американські кінорежисери, сценаристи та продюсери, які відомі своїми фільмами у жанрі нуар. Завдяки спільній роботі над своїми фільмами братів називають «режисером з двома головами». Фільмам братів Коен властиве широке використання чорного гумору та сарказму.

## Біографія

### Раннє життя
Джоел Коен народився 29 листопада 1954 року, Ітан Коен — 21 вересня 1957 року. Брати виросли в єврейській родині в Сент-Луїс Парку, передмісті Міннеаполіса, штат Міннесота. Їхній батько — Едвард Коен, економіст, професор Університету Міннесоти, мати — Рене Коен, мистецтвознавиця, Університет Сент-Клауда в місті Сент-Клауд. У Коенів є молодша сестра — Дебора.
Коли вони були дітьми, Джоел заробляв гроші на скошуванні газонів, щоб купити камеру Vivitar Super 8. Разом брати переробили фільми, які вони бачили по телевізору, зі своїм сусідським другом Марком Зімергом («Zeimers»). Першим власним оригінальним проєктом братів став аматорський короткометражний фільм «Лісоруби Півночі» (англ. The Lumberjacks of the North), де у всіх ролях знялися їхні друзі-сусіди.

### Навчання
Брати по черзі, відповідно до віку закінчили St. Louis Park High School, потім гуманітарний коледж з чотирирічним навчанням Simon’s Rock Early College в місті Грейт-Баррінгтон, штат Массачусетс.
Після Simon's Rock Джоел провів чотири роки на бакалаврській кінопрограмі в Нью-Йоркському університеті, де зняв 30-хвилинну дипломну роботу під назвою «Soundings». У 1979 році він ненадовго вступив до аспірантури Техаського університету в Остіні, слідом за жінкою, з якою він одружився і яка навчалася на лінгвістичному факультеті. Шлюб невдовзі закінчився розлученням, і Джоел покинув університет через дев'ять місяців.
Ітан вступив до Прінстонського університету і здобув ступінь бакалавра філософії в 1979 році. Його дипломною роботою було 41-сторінкове есе «Два погляди на пізню філософію Вітґенштайна», яке він написав під керівництвом Раймонда Ґойсса.

### Особисте життя
Джоел одружений з акторкою Френсіс Мак-Дорманд з 1984 року. Вони усиновили хлопчика з Парагваю, на ім'я Педро Макдорменд Коен. Мак-Дорманд зіграла в багатьох фільмах братів Коенів, включаючи незначну появу в «Перехрестя Міллера», «Виховуючи Аризону», головні ролі в «Просто кров» та «Людина, якої не було», її роль у «Фарго», а також «Прочитати і спалити».
Дружина Ітана — Трісія Кук, вони одружилися в 1990 році. У них двоє дітей: дочка Дасті і син Бастер Якоб.
Ітан з родиною живе у Нью-Йорку, а Джоел і Френсіс Макдорманд — в окрузі Марін, Каліфорнія.

## Фільмографія

### Разом
| Рік  | Українська Назва        | Оригінальна Назва            | Режисери | Сценаристи | Продюсери | Монтажери | Примітка                             |
| ---- | ----------------------- | ---------------------------- | -------- | ---------- | --------- | --------- | ------------------------------------ |
| 1984 | Просто кров             | Blood Simple                 | Так      | Так        | Так       | Так       |                                      |
| 1985 | Хвиля злочинності       | Crimewave                    | Ні       | Так        | Ні        | Ні        |                                      |
| 1987 | Виховуючи Аризону       | Raising Arizona              | Так      | Так        | Так       | Ні        |                                      |
| 1990 | Перехрестя Міллера      | Miller's Crossing            | Так      | Так        | Так       | Ні        |                                      |
| 1991 | Бартон Фінк             | Barton Fink                  | Так      | Так        | Так       | Так       |                                      |
| 1994 | Підручний Гадсакера     | The Hudsucker Proxy          | Так      | Так        | Так       | Ні        | співсценарист Сем Реймі              |
| 1996 | Фарґо                   | Fargo                        | Так      | Так        | Так       | Так       |                                      |
| 1998 | Великий Лебовські       | The Big Lebowski             | Так      | Так        | Так       | Так       |                                      |
| 2000 | О, де ж ти, брате?      | O Brother, Where Art Thou?   | Так      | Так        | Так       | Так       | за мотивами Одіссеї Гомера           |
| 2001 | Людина, якої не було    | The Man Who Wasn't There     | Так      | Так        | Так       | Так       |                                      |
| 2003 | Нестерпна жорстокість   | Intolerable Cruelty          | Так      | Так        | Так       | Так       |                                      |
| 2003 | Поганий Санта           | Bad Santa                    | Ні       | Історія    | Так       | Ні        |                                      |
| 2004 | Замочити бабцю          | The Ladykillers              | Так      | Так        | Так       | Так       | на основі фільму Вбивці леді         |
| 2006 | Париже, я люблю тебе    | Paris, je t'aime             | Так      | Так        | Ні        | Ні        | сегмент Tuileries                    |
| 2007 | Старим тут не місце     | No Country for Old Men       | Так      | Так        | Ні        | Ні        | на основі одноіменного роману        |
| 2007 | У кожного своє кіно     | Chacun son cinéma            | Так      | Так        | Ні        | Так       | сегмент World Cinema                 |
| 2008 | Прочитати і спалити     | Burn After Reading           | Так      | Так        | Так       | Так       |                                      |
| 2009 | Серйозна людина         | A Serious Man                | Так      | Так        | Так       | Так       |                                      |
| 2010 | Справжня мужність       | True Grit                    | Так      | Так        | Так       | Так       | на основі одноіменного роману        |
| 2012 | Гамбіт                  | Gambit                       | Ні       | Так        | Ні        | Ні        | ремейк однойменного фільму 1966 року |
| 2013 | Всередині Л'юіна Девіса | Inside Llewyn Davis          | Так      | Так        | Так       | Так       |                                      |
| 2014 | Нескорений              | Unbroken                     | Ні       | Так        | Ні        | Ні        |                                      |
| 2015 | Міст шпигунів           | Bridge of Spies              | Ні       | Так        | Ні        | Ні        |                                      |
| 2016 | Аве, Цезар!             | Hail, Caesar!                | Так      | Так        | Так       | Так       |                                      |
| 2017 | Субурбікон              | Suburbicon                   | Ні       | Так        | Ні        | Ні        |                                      |
| 2018 | Балада Бастера Скраггса | The Ballad of Buster Scruggs | Так      | Так        | Так       | Так       |                                      |

### Джоел
| Рік  | Українська Назва | Оригінальна Назва      | Режисер | Сценарист | Продюсер | Монтажер | Примітка                          |
| ---- | ---------------- | ---------------------- | ------- | --------- | -------- | -------- | --------------------------------- |
| 2021 | Трагедія Макбета | The Tragedy of Macbeth | Так     | Так       | Так      | Так      | за мотивами п'єси Макбет Шекспіра |

### Ітан
| Рік  | Українська Назва | Оригінальна Назва                | Режисер | Сценарист | Продюсер | Примітка                         |
| ---- | ---------------- | -------------------------------- | ------- | --------- | -------- | -------------------------------- |
| 1998 |                  | The Naked Man                    | Ні      | Так       | Ні       | співсценарист Джей Тодд Андерсон |
| 2022 |                  | Jerry Lee Lewis: Trouble in Mind | Так     | Ні        | Ні       | документальний                   |
| 2024 | Лялі їдуть далі  | Drive-Away Dolls                 | Так     | Так       | Так      | співсценаристка Тріша Кук        |
| 2025 | Люба, не треба!  | Honey Don't!                     | Так     | Так       | Так      | співсценаристка Тріша Кук        |